# Numênio de Apameia
Numênio de Apameia (português brasileiro) ou Numénio de Apameia (português europeu) foi um filósofo platônico do século II que teve um impacto considerável sobre o platonismo posterior, mais notavelmente em Plotino. A sua obra sobrevive apenas em fragmentos, seja como trechos ou relatórios de fontes posteriores, em sua maioria platônicos, cristãos e pagãos (por exemplo, de Orígenes, Eusébio de Cesareia, Porfírio, ou Proclo). O último filósofo neopitagórico importante, talvez o pensador mais original e criativo da tradição pitagórica.
Pouco se sabe sobre a vida de Numênio. As referências existentes associam Numênio a duas cidades, Apameia (na Síria) e Roma. Amélio, estudante de Plotino, era um admirador entusiasmado de Numênio  e o chama de "Apameu, que se mudou de Roma para Apameia. João, o Lídio (séc. VI), no entanto, refere-se a Numênio como "o romano". O forte interesse de ambos Amélio e Porfírio em considerar Numênio faz disso a prova em a Vida de Plotino de Porfírio bastante significativa, mas o testemunho de João, o Lídio também pode conter alguma verdade. Uma possível forma de conciliar os dois é que Numênio nasceu em Apameia mas ensinou tanto lá quanto em Roma.

## Filosofia
Numênio era um neopitagórico, mas seu objetivo foi traçar as doutrinas de Platão até Pitágoras e ao mesmo tempo mostrar que ambas não estavam em desacordo com os dogmas e mistérios brâmanes, judaicos, magos e egípcios Sua intenção era restaurar a filosofia de Platão, o genuíno pitagórico e mediador entre Sócrates e Pitágoras em sua pureza original, eliminado doutrinas  aristotélicas e estoicas, e purificado-as de explicações insatisfatórias e perversas que, segundo ele, foram encontrados até mesmo em Espeusipo e Xenócrates, e que, através da influência de Arcesilau e Carneades  levou a um fundo  ceticismo..
Seus livros Sobre o Bem (do gergo Περὶ Τἀγαθοῦ, Peri Tagathou) continham explicações minuciosas, principalmente, em oposição ao estoicos, de que a existência não podia ser encontrada sequer nos  Elementos, porque eles estavam em um estado perpétuo de mudança e transição e tampouco na matéria, porque é vaga, inconstante, sem vida e não um objeto de nosso conhecimento em si, contrária a existência, que tem por fim resistir à destruição e decomposição da matéria , esta deve ser incorpórea e removida de toda mutabilidade, na presença eterna, sem estar sujeita à variação do tempo, simples e imperturbável na sua natureza por sua própria vontade, bem como pela influência externa. A verdadeira existência é idêntics ao primeiro deus existente em si mesmo, isto é, assim como o Bem é definido como o espírito (nous) Mas, como o primeiro deus (absoluto) existente em si mesmo e imperturbável em seu movimento, não poderia ser criador  (δημιουργικός, o Demiurgo ), ele pensou que nós devemos considera um segundo deus que mantém a matéria em conjunto, direciona sua energia para ela e para as essências inteligíveis e dá o seu espírito a todas as criaturas, a sua mente está direcionada para o primeiro deus, em quem contempla as ideias de acordo com o que ele organiza no mundo harmoniosamente, sendo apreendido com o desejo de criar o mundo. O primeiro deus comunica suas ideias para o segundo, sem perdê-las de si, assim como trnasmitimos conhecimento ao outro, sem privar-se dele por isso.

## Judaismo e Cristianismo

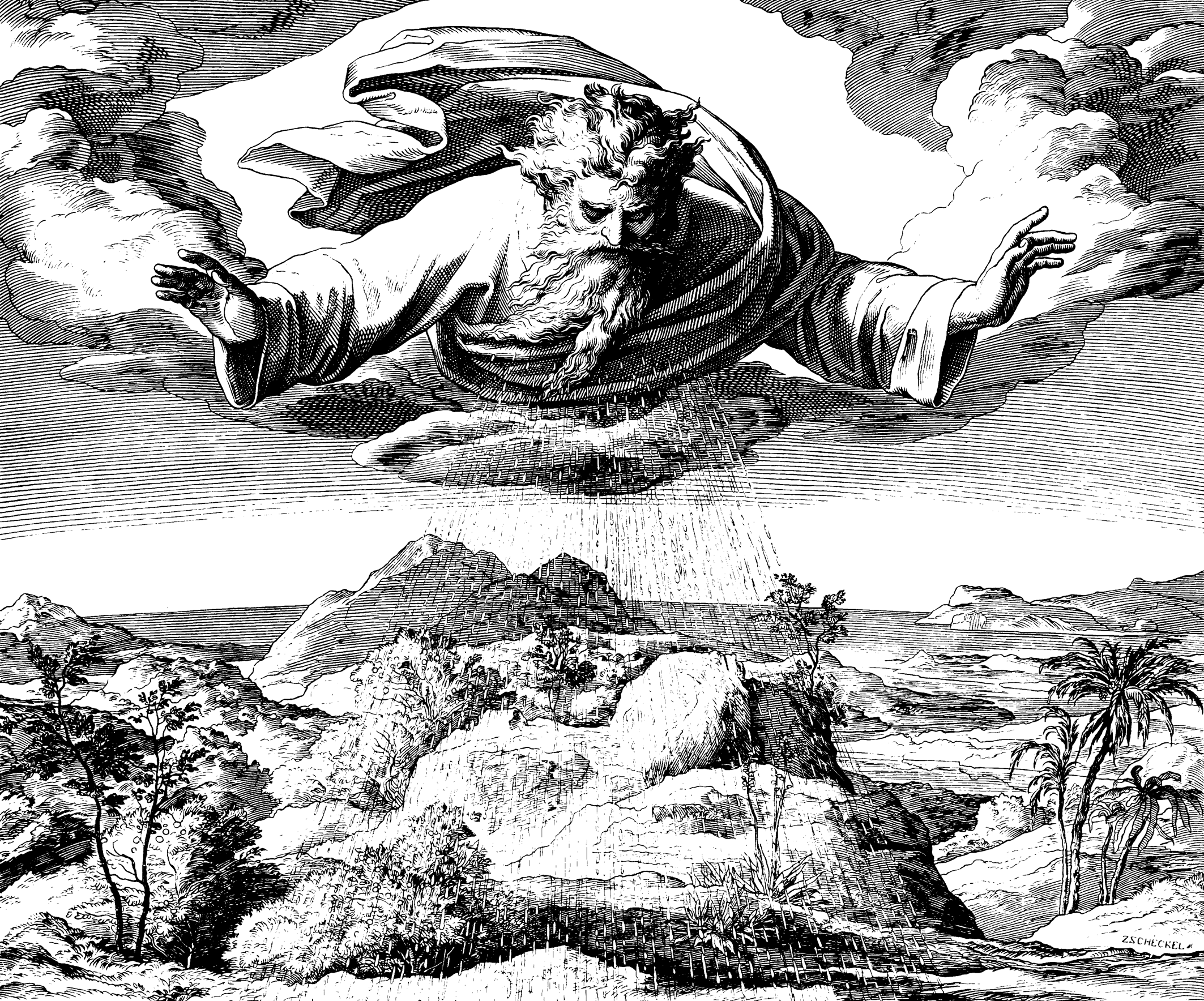
Numenius considerou que havia uma espécie de trindade dos deuses, os membros que ele designou como "pai", "criador" e "o que é feito", ou seja, o mundo.
Xilogravura de "Die Bibel in Bildern",1860.

A divergência principal dos judeus com Platão é a distinção entre um "primeiro Deus" e o "demiurgo". Isto provavelmente é devido à influência dos filósofos judeus e alexandrinos (especialmente Fílon de Alexandria e sua teoria do logos). De acordo com Proclo, Numenius considerou que havia uma espécie de trindade dos deuses, os membros que ele designou como "pai", "criador" e "o que é feito", ou seja, o mundo. A primeira é a divindade suprema ou a inteligência pura, o segundo o criador do mundo, a terceira o mundo em si. Numênio também alegou que os três deuses, o "pai", o "Criador" e a "Criação" eram na verdade um só. Seus trabalhos eram altamente estimados pelos neoplatônicos, e Amélio, estudante de Plotino (que era crítico do gnosticismo)disse ter composto quase dois livros de comentários sobre ele. Ao contrário do ensino ortodoxo judaico-cristã (mais de acordo com os ensinamentos do gnosticismo), como Orfeu e Platão Numenius escreveu sobre o corpo humano como uma prisão da alma.

### Interpretação do Génesis
Grande parte da interpretação do Gênesis I de Numênio é elaborado a partir da filosofia de Platão  formas. Numênio também chama muito a partir de Timeu de Platão, que apresenta a história de um grande criador chamado o Demiurgo que criou tudo à semelhança de formas platônicas.
No entanto, a interpretação de Numênio pode causar alguma confusão, porque de acordo com a interpretação clássica do Gênesis, Deus cria tudo e antes daquele momento ela não existia (criação ex nihilo). Não está claro onde exatamente Numênio está essa parte no Gênesis. No Timeu, Platão inclui na história que a criação teve um começo no tempo. Numênio pode ter tentado responder isto propondo que o cosmos tem um ciclo de destruição e criação. Embora seja difícil determinar como Numênio considerou essas discrepâncias, é possível que ele tenha considerado a criação original do cosmos o início de tais ciclos.